# Fatras
Un fatras est un poème à forme fixe datant du Moyen Âge et ayant disparu avec le début de la Renaissance.

C'est un poème de « non-sens » selon la terminologie de l'humour anglais. Ce poème, apparenté à la fatrasie, cultive l'absurde et l'impossible.

Il commence par un distique, le plus souvent emprunté à un autre poème, suivi d'un onzain.

Le 1er vers du distique commence le onzain, et le 2e vers du distique termine le poème qui contient donc au total 13 vers dont deux sont répétés.

Le fatras s'écrit sur deux rimes, données par le distique d'introduction.

La plupart du temps, il s'écrit en octosyllabes. La longueur du vers est donnée par la longueur des vers du distique. Le poème est isométrique (tous les vers ont la même longueur).

A(vers1)B(vers2) - A(vers1)ABAABBABAB(vers2)

## Fatras de Watriquet de Couvin (vers 1325)
Doucement me reconforte

Celle qui mon cuer a pris.

Doucement me reconforte

Une chate a moitié morte

Qui chante touz les jeudis

Une alleluye si forte, 

Que li clichés de nos porte

Dist que siens est li lendis ;

S’en fu uns loup si hardis

Qu’il ala maugré sa sorte

Tuer Dieu en paradis

Et dist : - « Compains, je t’apporte

Celle qui mon cuer a pris. »

Soit, en "traduction" moderne

Doucement me réconforte

Celle qui mon cœur a pris.

Doucement me réconforte

Une chatte à moitié morte

Qui chante tous les jeudis

Une alléluia si forte

Que les clenches de nos portes

Dirent que leur est lundi, 

S’en fut un loup si hardi

Qu’il alla, malgré sa sorte, 

Tuer Dieu en paradis, 

Et dit : « Copain, je t’apporte

Celle qui mon cœur a pris. »

Le Double Fatras est composé de deux Fatras simples, le premier traitant les vers du distique dans l'ordre où ils se présentent, le second inversant leur ordre. Voici la formule de l'ensemble :

A(vers1)B(vers2) - A(vers1)ABAABBABAB(vers2) - B(vers2)A(vers1)- B(vers2)BABBAABABA(vers1)

## Double fatras de Jean Molinet (1435-1507)
Ma très douce nourriture,

Quel déplaisir me fais-tu !

Ma très douce nourriture !

Tu avais en ma clôture

Femme pleine de vertus

Et précieuse vêture ;

Mais tu as changé pâture

Et puis tu es revenu, 

Et je t’ai entretenu

Comme on fait, à l’aventure, 

Un pèlerin mal vêtu ;

Mon seul fils, ma géniture, 

Quel déplaisir me fais-tu !

Que déplaisir me fais-tu,

Ma très douce nourriture !

Quel déplaisir me fais-tu !

Tu n’ajoutes un fétu

À ma grand déconfiture ;

Dix et sept ans inconnu, 

Comme étranger pauvre et nu, 

As été en notre cure, 

Voyant le pleur, soin et cure

Que pour toi ai soutenu, 

Mais de ma douleur obscure, 

Ne t’es guère souvenu, 

Ma très douce nourriture.

## Article lié
- Fatrasie